# Bandera de Rumania
La bandera de Rumania es una bandera tricolor compuesta por tres franjas verticales de igual anchura, siendo azul la más cercana al asta, amarilla la central y roja la más alejada del asta. Aunque el uso de estos colores es anterior, comenzaron a emplearse como emblema del movimiento nacional rumano desde 1834. La disposición actual se remonta a 1864, incluso a la primera declaración de independencia de Valaquia en 1821 hecha entre otros por Tudor Vladimirescu, aunque desde entonces se han introducido algunas modificaciones. En 1947 se eliminó el escudo con las armas reales para sustituirlo por el de la República Socialista de Rumanía.
El 26 de junio de cada año se celebra el día de la bandera (Ziua Tricolorului en rumano, literalmente "el Día de los Tres Colores"), que es fiesta nacional en Rumania.
La bandera de Rumania es muy parecida a la bandera de Moldavia, con quien comparte lazos históricos y culturales. También es muy similar a la bandera de Chad (solo se diferencian en el tono de azul), aunque no tienen ninguna relación, y a la bandera de Andorra.

## Orígenes

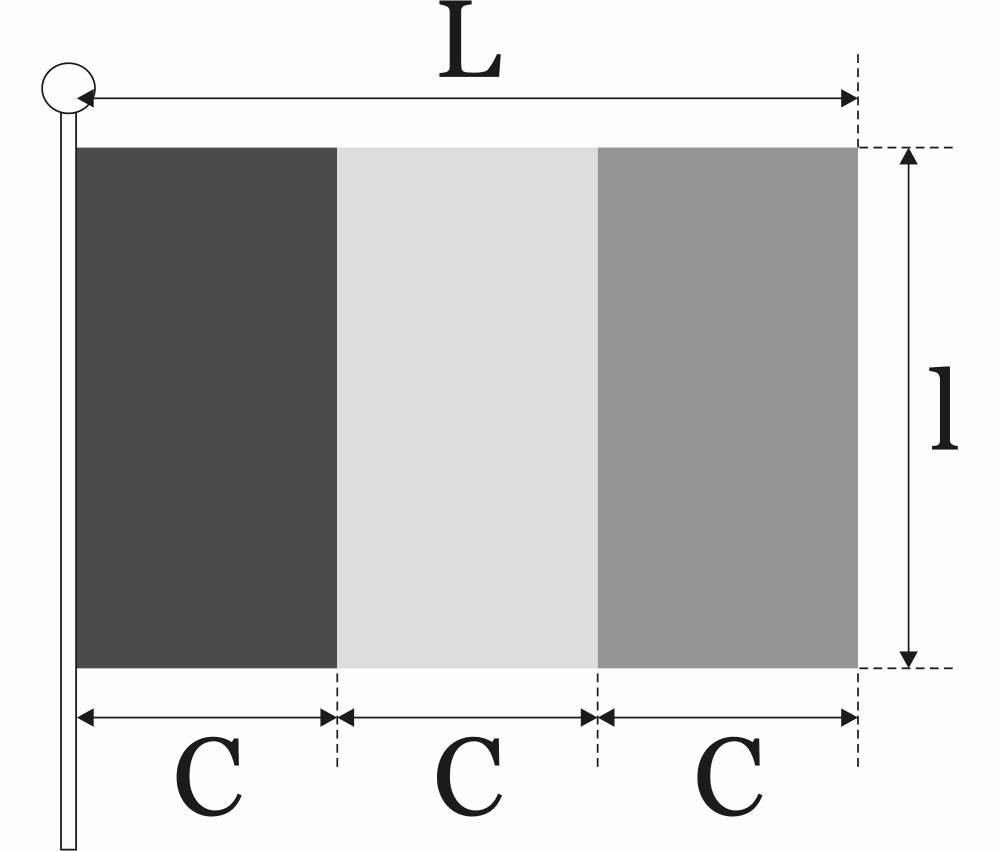
Carta de construcción de la bandera de Rumania (sin el escudo).

Los colores rojo, amarillo y azul han sido utilizados antiguamente por los rumanos como su símbolo, o han sido usados por extranjeros para designarlos. El testimonio escrito más antiguo que quedó fue del 14 de abril de 535 d. C., cuando el emperador Justiniano I estableció el símbolo de los territorios controlados por el arzobispado de Justiniana Prima, que comprendía partes de Pannonia Secunda, Dacia Cisdanubiana y Dacia Transdanubiana: "Desde la parte derecha, en la primera división, un escudo rojo, en cuyo centro se verán unas torres, símbolo de la Dacia de más allá, en la segunda división, un escudo celestial con las señas de la tribu de los «buri» (tribu geto-dacia), cuyos dos lados son blancos, y en el medio - color dorado". Estos colores son también los usados en los diplomas emitidos por el voivoda rumano Miguel el Valiente, y también en sus escudos y los ornamentos de sus escudos. También hay que mencionar la presencia de estos tres colores en borlas y en la bandera usada por Tudor Vladimirescu en su levantamiento contra los fanariotas. Fue entonces cuando el azul fue por primera vez asociado con la libertad (el azul del cielo), el amarillo con la justicia (el amarillo de los campos) y el rojo con la fraternidad (el rojo de la sangre).

## Banderas históricas
La bandera nacional de Rumania cuando era república socialista (1947-1989), tenía el escudo nacional en el centro de la franja amarilla. Durante la revolución de 1989 se pudieron ver muchas banderas con el escudo recortado, y el nuevo gobierno decidió no añadir ningún escudo a la bandera, quedando igual que la enseña civil durante el Reino de Rumania (1881-1947).
Para evitar confusiones con la bandera de Chad por la similitud en el diseño, la franja azul de la bandera de Rumania es más baja como la usada en la anterior bandera durante la existencia de la república.

El tricolor de la revolución de 1848, con franjas verticales.
Bandera del Principado de Rumania (1862-1866).
Bandera del Reino de Rumania (1881-1947) y de la actual República de Rumania.
Bandera de la República Popular de Rumania (enero-marzo de 1948).
Bandera de la República Popular de Rumania (1948-1952).
Bandera de la República Popular de Rumania (1952-1965).
Bandera de la República Socialista de Rumania (1965-1989).
Bandera sin el escudo usada por manifestantes anti-Ceaușescu durante la Revolución rumana de 1989.